# Frente Revolucionária do Sudão

Bandeira do grupo.

Frente Revolucionária do Sudão (em árabe:  الجبهة الثورية السودان Al-Jabhat Al-Thawriyat Al-Sudan) ou Frente Revolucionária Sudanesa é uma aliança entre facções sudanesas que se opuseram ao governo liderado pelo ex-presidente Omar al-Bashir. Foi declarada em 12 de novembro de 2011, depois de vários meses de apoio pelos grupos rebeldes de Darfur ao Movimento Popular de Libertação do Sudão-Norte no conflito no Cordofão do Sul e no Nilo Azul.

## Composição
A aliança criada em novembro de 2011 teve como objetivo reunir as duas principais facções do Exército/Movimento de Libertação do Sudão, bem como o outro grande grupo rebelde em Darfur, o Movimento Justiça e Igualdade, com rebeldes nos estados de Cordofão do Sul e Nilo Azul. A declaração da formação do Frente Revolucionária do Sudão foi adiada até que um desacordo entre o Movimento Justiça e Igualdade e as outras facções sobre o papel do islamismo em um governo federal pós-revolucionário fosse resolvido.
Os signatários de cada grupo foram Yasir Arman para o Movimento Popular de Libertação do Sudão-Norte, Ahmed Tugud para o Movimento Justiça e Igualdade, Abul Gassim Al-Haj para o Movimento de Libertação do Sudão-al-Nur e Al-Rayah Mahmoud para o Movimento de Libertação do Sudão-Minnawi.

## Áreas de operação
Yasir Arman, o secretário-geral do Movimento Popular de Libertação do Sudão-Norte e um membro proeminente do alto comitê político da Frente Revolucionária do Sudão, disse logo após a formação desta última que "todo o Sudão é um teatro de operações, incluindo Cartum". Em 2011, o Movimento Justiça e Igualdade e ambas as facções do Movimento de Libertação do Sudão ainda estavam baseadas na região de Darfur, e o Movimento Popular de Libertação do Sudão-Norte não havia expandido sua luta contra o governo sudanês ao norte do Nilo Azul e Cordofão do Sul. No final de dezembro de 2011, os combatentes do Movimento Justiça e Igualdade avançaram para Cordofão do Norte com a intenção declarada de remover o presidente Omar al-Bashir do poder, embora tenham sofrido um revés quando seu líder, Khalil Ibrahim, foi morto em ação no estado.
Na época da formação da Frente Revolucionária do Sudão em novembro de 2011, o governo sudanês acusou o vizinho Sudão do Sul de apoiar os grupos rebeldes. Além de bombardear infraestruturas e campos sul-sudaneses, as autoridades sul-sudanesas declararam que o Sudão apoiou facções armadas da oposição no Sudão do Sul.